# Ronald Buchanan McCallum
Ronald Buchanan McCallum auch R. B. McCallum (* 28. August 1898 in Paisley; † 18. Mai 1973) war ein britischer Historiker und Professor in Oxford.

## Leben
McCallum war ein Sohn des Färbermeisters Andrew Fisher McCallum († 8. Januar 1926) und dessen Frau Catherine Buchanan (geborene Gibson, † 25. Juli 1944) Er hatte drei ältere Brüder John Kerr McCallum († 1. August 1965), Hugh Gibson McCallum (18. November 1890–15. November 1975) und Eric Gordon McCallum (28. Dezember 1895–3. Dezember 1953). Er besuchte die Grammar School in Paisley und war später ein Fellow des Pembroke Colleges in Oxford, wo er Neuere Geschichte und Politik unterrichtete. Er kreierte 1952 den Begriff Psephology (Wahlforschung, statistische Analyse von Wahlen). Er rief die Studie the Nuffield series of election studies ins Leben, eine Analyse und Beschreibung jeder allgemeinen britischen Wahl seit 1945. 1955 wurde er Master des Pembroke Colleges.
McCallum war Mitglied der Vereinigung der „Inklings“, der namhafte Schriftsteller und Professoren wie C. S. Lewis, J. R. R. Tolkien, Nevill Coghill, Jack Arthur Walter Bennett, Colin Hardie, Owen Barfield oder der Mediziner Robert Havard angehörten.

## Schriften
- R. B. McCallum: Asquith. (Biografie). In: Great Lives Series. Duckworth, London 1936, OCLC 10317096.
- R. B. McCallum: How Britain is governed. In: Oxford pamphlets on home affairs. Oxford University Press, London 1943, OCLC 13301636.
- R. B. McCallum: England and France, 1939–1943. Oxford University Press, London 1944, OCLC 465980779.
- R. B. McCallum: Public Opinion and the Last Peace. Oxford University Press, London 1944, OCLC 2211946.
- R. B. McCallum, Alison Readman: The British General Election of 1945. Oxford University Press, London 1947, OCLC 3094213.
- R. B. McCallum: The Liberal Party from Earl Grey to Asquith. In der Serie: Men and Ideas.  V. Gollancz, London 1963, OCLC 769611.

Deutsch
- R. B. McCallum: Der Weltfrieden und die öffentliche Meinung nach 1919. Suhrkamp, Berlin 1948, DNB 453124089. (OT: Public Opinion and the last peace. übersetzt von Ernst Fürstenau).